# Le Boumptéryx

Le Boumptéryx est une série de bande dessinée franco-belge publiée dans l'hebdomadaire belge Spirou. Sa première histoire, « L'Île au Boumptéryx », écrite sous le pseudonyme collectif Ley Kip (L'équipe) par André Franquin et Marcel Denis et dessinée par Jean Roba et Jidéhem, a été publiées dans le no 1092 en 1959. Une seconde histoire, réalisée par le seul Roba, a été publiée en 1974.

## Historique
La série est née de l'idée de Marcel Denis de créer un oiseau qui pond des œufs explosifs. À l'époque, il fait partie du studio Franquin qui comptait en plus Jean Roba et Jidéhem. Séduit par l'idée de son collaborateur, André Franquin s'occupe du scénario avec Marcel Denis tandis que Roba dessine les personnages et Jidéhem les décors. Une histoire est publiée dans le Spirou spécial pâques de mars 1959, mais les auteurs étant déjà débordés sur leurs projets habituels, elle ne va pas connaître de suite avant mars 1974 où Roba va reprendre la série le temps d'une courte histoire de quatre planches.
Par clin d'œil, un Boumptéryx empaillé apparaît dans l'album Le Flagada 1 : Le dernier des Flagadas de Zidrou et Philippe Bercovici.
On trouve également un oiseau pondant des œufs explosifs dans Angry Birds.

## Personnages
- Boumptéryx, un oiseau qui pond des œufs explosifs.
- Le Contrôleur, gagnant d'une croisière qui tourne mal quand le bateau explose. Il va devoir se réfugier sur l'île où vit le Boumptéryx.
- Le Mousse, qui sert sur le même bateau. Accompagne le Contrôleur après l'explosion.

## Publication

### Album
Le premier récit a été publié dans :
- Les Meilleurs Récits du Journal Spirou, n°12, spécial animaux, éditions Dupuis, 1986.
- L'Intégrale de Franquin : Spirou et Fantasio, tome 7, éditions Rombaldi, 1987.

### Revues
Publiée pour la première fois dans le journal Spirou en mars 1959 dans un spécial pâques, le même récit est republié au printemps 1973 avec, pour l'occasion, une couverture spéciale de Jean Roba. Ce dernier va réaliser une histoire inédite de quatre planches en mars 1974.

### Source
- Hugues Dayez, « Le Boumptéryx ? Un drôle d'oiseau ! », Spirou, no 3726,‎ 9 septembre 2009, p. 33